# Yōsuke Akimoto
Yōsuke Akimoto (秋元 羊介  Amikoto Yousuke?)  es un seiyū y actor japonés nacido el 5 de febrero de 1944 en Tokio, Japón. Trabaja para Mausu Promotion. Su nombre real es Yukio Tajika (田鹿 幸雄   Tajika Yukio?)

## Roles interpretados
Lista de roles interpretados durante su carrera.
Los papeles principales están en negrita.

### Anime
1985
- Touch como Kamimura.

1986
- Machine Robo: Revenge of Chronos como Gardi.

1988
- Tatakae!! Rahmen Man como Shoukokurou Kensou.

1991
- Matchless Raijin-Oh como Padre de Asuka.
- Oniisama e... como Profesor de literatura clásica (ep. 20)
- Watashi to Watashi: Futari no Lotte como Belnau.

1992
- Legendary Brave Da Garn como Padre de Yanchar.

1993
- Wakakusa Monogatari: Nan to Jou Sensei como el profesor Bear y el profesor Bhaer

1994
- Magic Knight Rayearth como alcalde (ep. 11)
- Mobile Fighter G Gundam como Master Asia / Toho Fuhai; Stalker

1996
- Detective Conan como Eda (ep 19); Nobukazu
- Slayers NEXT como Seigram.

1997
- Pokémon como Dr. Fuji; Padre de Natsume

1998
- Eat-Man '98 como Travis.
- Gasaraki como Sorachi Genjyo.
- Outlaw Star como Padre de Gene.

2000
- Saiyuki como Shin Taijin

2001
- Noir como General Kanora.

2002
- Ghost in the Shell: Stand Alone Complex como Ministro de interior (ep. 5)
- Kiddy Grade como Deuxiem.
- Mobile Suit Gundam Seed como Siegel Clyne.
- Naruto como Jirochou Wasabi.
- Pokémon: Fuerza Máxima como viejo Hagi (eps. 18, 19)

2003
- Digi-girl Pop! como Dr. HEEL
- Last Exile como David Madosein.
- Planetes como Roland (ep. 7)
- Stratos 4 como Robert Reynold.

2004
- Gankutsuō como Gérard de Villefort.
- Ghost in the Shell: Stand Alone Complex 2nd GIG como Ministro de interior (eps. 1, 2)
- Keroro Gunsō como Elite commanding officer (ep. 25)
- Mobile Suit Gundam Seed Destiny como Siegel Clyne (ep. 29)
- MONSTER como Maurer.
- Ragnarok The Animation como Señor Oscuro.
- Tactics como Kitahara (ep. 7)

2005
- Gallery Fake como Bill Travers.
- He is my Master como Padre de Nakabayoshi (ep. 6)
- Shinshaku Sengoku Eiyuu Densetsu Sanada Jyuu Yuushi The Animation como Ookubo Sagamino-kami Tadachika.

2006
- Bartender como Shizuo Kasahara (ep. 6)
- Black Lagoon: The Second Barrage como Yasuzawa (ep. 24)
- Higurashi no Naku Koro ni como el director Kaieda (Atonement)
- Code Geass: Lelouch of the Rebellion como Bowden.
- Souten no Ken como Xi-Fei Huang.
- The Third: Aoi Hitomi no Shoujo  como Walken.
- Utawarerumono como Niue.

2007
- Higurashi no Naku Koro ni Kai como el director Kaieda (eps. 8, 9)
- Moonlight Mile como Paolo.
- Sisters of Wellber como Rambernoff Han.
- Suteki Tantei Labyrinth como Isaku Okutsu (ep. 7)
- The Skull Man como Eimei Funakoshi.
- Tokyo Majin como Mikuriya.
- Tokyo Majin Gakuen Kenpucho: Tou 2nd Act como Mikuriya.
- Toward the Terra como Zel
- You're Under Arrest: Full Throttle como Ikari Toranosuke (ep. 2)

2008
- Allison & Lillia como Valley protector (ep. 22)
- Kimi ga Aruji de Shitsuji ga Ore de como Taisa.
- Sisters of Wellber Zwei como Rambernoff Han.
- Strike Witches como General (ep. 3); General Maloney

2009
- Princess Lover! como Alfred
- Tears to Tiara como Ogam

2016
- Fune wo Amu como Yōsuke Akimoto (ep. 4)

2020
- Uzaki-chan wa Asobitai! como Akihiko Asai (Cafe Asia Master)[2]

### OVA
- Birdy the Mighty como director del hospital.
- Eguchi Hisashi no Kotobuki Goro Show como jefe; mayordomo.
- Eight Clouds Rising como Wakakuni Fuzuchi.
- Higurashi no Naku Koro ni Kira como el director Kaieda (ep. 1)
- Fake como Chief.
- Giant Robo como Shockwave Alberto.
- Gin Rei como Alberto.
- Hellsing como Richard Hellsing.
- Legend of the Galactic Heroes como jefe de la PKC.
- Mobile Suit Gundam 0080: War in the Pocket como Steiner Hardy.
- Mobile Suit Gundam 0083: Stardust Memory como Dick Allen.
- Orguss 02 como Kerachi.
- Psychic Force como Rokudou.
- SaiKano: Another Love Song como General.
- Stratos 4 (OVA) como Robert Reynold.
- Tournament of the Gods: Title Match como Gentobou (ep. 3)

### Película
- Akira como camarero del Harukiya; dueño del bar.
- Doraemon: Nobita and the Strange Wind Rider como Kanjin.
- Mobile Suit Gundam 0083: The Last Blitz of Zeon como Dick Allen.
- Mobile Suit Gundam: Char's Counterattack como Capitán Musaka.
- Perfect Blue como Tejima.
- Pokémon The First Movie: Mewtwo Strikes Back como Dr. Fuji
- The Venus Wars como Padre de Maggie.
- Xevious como Patnum.

### Videojuegos
- Bokura no Taiyou: Django & Sabata como el profesor Sheridan.
- Crash Boom Bang como Dr. Neo Cortex.
- Final Fantasy XII como el juez Bergan.
- Kingdom Hearts II como Xaldin.
- Lost Odyssey como Sed.
- Majutsushi Orphen (VG) como Zeus.
- Tales of Phantasia ~ Full Voice Edition como rey alvanista.